# Râul Cârțișoara
Râul Cârțișoara este un curs de apă, afluent al râului Olt. Râul este format la confluența a două brațe: Râul Bâlea și Pârâul Doamnei.

## Poduri
În anul 1892, după construirea căii ferate între Avrig și Făgăraș, s-a construit un pod feroviar peste râul Cârțișoara, între stațiile Scoreiu și Cârța. În iulie 2009, a avut loc deplasarea unui pilon al podului, ceea ce a dus la întreruperea circulației feroviare pe traseul mai sus-amintit. Pentru repararea acestuia nu s-au găsit inițial bani. În mersul trenurilor 2009/2010 trenurile circulau doar între Avrig și Porumbacu, ca și între Arpaș și Făgăraș. Ministerul român al transporturilor a planificat în bugetul pentru anul 2010 alocarea a aproximativ 300.000 de euro pentru începerea lucrărilor de reconstrucție a podului.